# Geranomyia sparsiguttata
Geranomyia sparsiguttata is een tweevleugelige uit de familie steltmuggen (Limoniidae). De soort komt voor in het Oriëntaals gebied.